# USS Ludlow (DD-112)
USS Ludlow (DD–112) là một tàu khu trục thuộc lớp Wickes của Hải quân Hoa Kỳ trong giai đoạn Chiến tranh Thế giới thứ nhất, sau cải biến thành một tàu rải mìn hạng nhẹ với ký hiệu lườn DM-10. Nó là chiếc tàu chiến đầu tiên của Hải quân Hoa Kỳ được đặt tên theo Augustus C. Ludlow (1792–1813), một sĩ quan Hải quân Hoa Kỳ trong cuộc Chiến tranh 1812.

## Thiết kế và chế tạo
Ludlow được đặt lườn vào ngày 7 tháng 1 năm 1918 tại xưởng tàu của hãng Union Iron Works ở San Francisco, California. Nó được hạ thủy vào ngày 9 tháng 6 năm 1918, được đỡ đầu bởi cô Elizabeth Imdlow Chrystie, một hậu duệ của Trung úy Ludlow, và được đưa ra hoạt động vào ngày 23 tháng 12 năm 1918 dưới quyền chỉ huy của Hạm trưởng, Trung tá Hải quân M. K. Metcalf.

## Lịch sử hoạt động
Sau khi chạy thử máy tại vùng bờ Tây Hoa Kỳ, Ludlow tham gia nhiệm vụ huấn luyện. Đến ngày 17 tháng 7 năm 1920 nó được cải biến thành một tàu rải mìn hạng nhẹ và được xếp lại với ký hiệu lườn mới DM-10. Cảng nhà cũng được thay đổi vào ngày 19 tháng 1 năm 1921 khi nó đi đến Trân Châu Cảng, và hoạt động trong tám năm tiếp theo cùng với Hải đội Rải mìn 2, Lực lượng Căn cứ Hạm đội.
Ludlow tham gia các cuộc thực tập tác xạ, hoạt động rải mìn và huấn luyện chống tàu ngầm, cũng như tham gia các cuộc tập trận Vấn đề Hạm đội ngoài khơi vùng biển Hawaii và dọc theo bờ Tây; vào năm 1929 đã tham gia huấn luyện nhân sự Hải quân Dự bị. Rời Trân Châu Cảng ngày 16 tháng 11 năm 1929, Ludlow đi đến San Diego vào ngày 26 tháng 11, và được cho ngừng hoạt động tại đây vào ngày 24 tháng 5 năm 1930. Tên nó được rút khỏi danh sách Đăng bạ Hải quân vào ngày 18 tháng 11 năm 1930, và nó bị bán để tháo dỡ vào ngày 10 tháng 3 năm 1931.